# Dombeya perrieri
Dombeya perrieri är en malvaväxtart som beskrevs av Arenes. Dombeya perrieri ingår i släktet Dombeya och familjen malvaväxter. Inga underarter finns listade i Catalogue of Life.